# Лауге Шмидт, Расмус
Расмус Лауге Шмидт (дат. Rasmus Lauge Schmidt; род. 20 июня 1991, Раннерс) — датский гандболист, разыгрывающий датского клуба «Бьеррингбро-Силькеборг», трёхкратный чемпион мира 2019, 2023 и 2025 годов, чемпион Европы 2012 года в составе сборной Дании.

## Карьера

### Клубная
Воспитанник школы клуба «Бьеррингбро-Силькеборг», выступал за этот клуб с 2009 по 2013 годы, первый контракт заключил в ноябре 2010 года. 28 февраля 2013 подписал контракт с немецким «Килем», но его выступление было омрачено несколькими серьёзными травмами колена. 2 марта 2014 он получил разрыв передней крестообразной связки во время матча в Мельзунгене. В 2015 году Расмус Шмидт заключил 3-летний контракт с «Фленсбург-Хандевитт».
В апреле 2022 года стало известно, что после сезона 2022/23 Лауге покинет «Веспрем» и вернётся Данию в клуб «Бьеррингбро-Силькеборг».

### В сборной
В сборной сыграл 127 игр и забил 322 мяча. Серебряный призёр чемпионатов мира 2011 и 2013 годов, чемпион Европы 2012 года, участник Олимпийских игр 2012 года. 2 ноября 2013 в товарищеском матче у Расмуса был зафиксирован разрыв задней крестообразной связки правого колена, а последствия травмы не позволили ему сыграть на чемпионате Европы 2014 года, несмотря на включение в заявку.
На чемпионате мира 2023 года не забил ни одного мяча до финала против сборной Франции, но в решающем матче стал лучшим бомбардиром, забросив 10 мячей после 11 попыток.
Принимал участие в играх чемпионата мира 2025 года, стал трёхкратным чемпионом мира в составе своей национальной сборной. 

## Награды
- Чемпион мира: 2019, 2023
- Чемпион Европы: 2012
- Победитель Бундеслиги: 2014, 2015, 2018
- Лучший разыгрывающий чемпионата мира: 2019[11]

## Статистика
Статистика Расмуса Шмидта в сезоне 2018/19 указана на 11.6.2019
| Сезон        | Клуб                   | Лига            | Матчи | Голы | 7-метр | Голы |
| ------------ | ---------------------- | --------------- | ----- | ---- | ------ | ---- |
| 2011/12      | Бьоррингбро-Силькеборг | Чемпионат Дании | 40    | 113  | 0      | 113  |
| 2012/13      | Бьоррингбро-Силькеборг | Чемпионат Дании | 29    | 102  | 0      | 102  |
| 2013/14      | ГК Киль                | Бундеслига      | 14    | 18   | 0      | 18   |
| 2014/15      | ГК Киль                | Бундеслига      | 22    | 24   | 0      | 24   |
| 2015/16      | Фленсбург-Хандевитт    | Бундеслига      | 26    | 95   | 0      | 95   |
| 2016/17      | Фленсбург-Хандевитт    | Бундеслига      | 25    | 81   | 19     | 62   |
| 2017/18      | Фленсбург-Хандевитт    | Бундеслига      | 33    | 179  | 25     | 154  |
| 2018/19      | Фленсбург-Хандевитт    | Бундеслига      | 34    | 136  | 0      | 136  |
| 2013-по н.в. | Итого                  | Бундеслига      | 154   | 533  | 44     | 489  |